# スパイの妻
『スパイの妻』（スパイのつま）は、2020年にNHK制作、2020年6月6日14:00 - 15:54にNHK BS8Kで放送されたテレビドラマ。黒沢清監督作品。2020年に劇場用映画として公開された。

## 製作
黒沢清の東京芸術大学での教え子であった野原位が、神戸を舞台とした8KカメラによるNHKドラマ製作の企画を黒沢に依頼し、同じく教え子であった濱口竜介と共同でプロットを制作し、3人の共同脚本作品となった。作中に登場する昭和初期の街並みは、大河ドラマ『いだてん』のオープンセットをそのまま使ったものである。黒沢清監督初の、現代劇ではない作品となる。
舞台となる1940年代の日本映画を意識した台詞回しは野原と濱口の発案であったが、メインキャストである蒼井優と高橋一生は、脚本を読んですぐその意図を理解し、二人とも「役作りのためにこの映画を観て」などと指示する必要のない、映画的な基礎教養のある役者であったという。また、黒沢清監督は高橋一生へ出演のオファーをした理由に関して質問された際には、めちゃくちゃ上手い役者とは色々な人から聞いていた上で高橋が出演していたTBS系のドラマ『カルテット』を見た時に「この人本当にうまいんだな、と思った」と、オファーをした理由の一つとして他作品のドラマの名前を1つ挙げた。
二人は『ロマンスドール』に続いて夫婦役を演じている。
劇中には1936年（昭和11年）の山中貞雄監督作品『河内山宗俊』の一場面が登場する。

## あらすじ
太平洋戦争開戦を控えた1940年、福原聡子は、神戸で貿易会社を営む夫・優作と何不自由なく幸せに暮らしていた。国家総動員法下、貿易商という職業柄当局に目をつけられながらも、洋風の生活洋式で通し、舶来品を楽しみ、趣味の9.5mmフィルム撮影に興じたりと、時勢に頓着しない優作を、聡子の幼馴染である陸軍憲兵の泰治は快く思わない。
あるとき文雄を伴って満州に出かけ、予定よりも遅く帰国した優作の様子を、聡子はいぶかしみ、疑いを抱き始める。優作は、満洲で知った国家機密（日本軍による人体実験）についてある計画を秘めていた。泰治が二人を追い詰めていく中、文雄の拘留をきっかけにすべてを知った聡子は、“スパイの妻”と罵られる覚悟で愛する夫と運命を共にする決意を固め、優作ですら予想もつかなかった変貌をとげていく。

## キャスト
- 福原聡子：蒼井優
- 福原優作：高橋一生
- 津森泰治：東出昌大
- 竹下文雄：坂東龍汰
- 駒子（福原家の女中）：恒松祐里
- 金村（福原家の執事）：みのすけ
- 草壁弘子：玄理
- 野崎医師：笹野高史
- 露店商：佐藤佐吉
- 警官：川瀬陽太
- 兵士：奥野瑛太
- 患者：西慶子、工藤時子、西山真来
- 看護婦：中西柚貴

## 映画版
2020年にスクリーンサイズや色調を新たにした劇場版として公開。第77回ヴェネツィア国際映画祭に出品され、コンペティション部門銀獅子賞（最優秀監督賞）を受賞した。日本人の受賞は『座頭市』での北野武以来17年振りとなる。

### 受賞
- 第77回ヴェネツィア国際映画祭コンペティション部門銀獅子賞（最優秀監督賞）- 黒沢清
- GQ Men of the Year2020 フィルム・ディレクター・オブ・ザ・イヤー賞/アウディ・モスト・プログレッシヴ・マン賞（2020年） - 黒沢清[22]
- 2020年度新藤兼人賞・プロデューサー賞 - 岡本英之・高田聡・山本晃久[23]
- 第42回ヨコハマ映画祭日本映画ベストテン 第5位[24]
- エル シネマアワード2020
  - エル ベストアクトレス賞（蒼井優）
  - エル ベストディレクター賞（黒沢清）[25]
- 第33回日刊スポーツ映画大賞・石原裕次郎賞 監督賞（黒沢清）[26]
- 第45回エランドール賞 プロデューサー奨励賞（映画部門） - 岡本英之・高田聡（Incline）・山本晃久（C＆I）・土橋圭介（NHKエンタープライズ）[27]
- 第94回キネマ旬報ベスト・テン
  - 日本映画ベスト・ワン
  - 脚本賞（濱口竜介、野原位、黒沢清）[28]
- 第15回アジア・フィルム・アワード
  - 作品賞
  - 主演女優賞（蒼井優）
  - 衣装デザイン賞（纐纈春樹）[29]

## 小説版
放送に先立つ2020年5月に、行成薫によって小説版が出版された（講談社文庫）。

## コミカライズ
柿崎正澄によりコミカライズされ、月刊サンデーGXに2020年8月号から2021年4月号まで連載された。